# Паша-Тепе
Паша-Тепе або Лиса (крим. Paşa töpe) — невисока (167 м) гора-останець в Криму, знаходиться на захід від Феодосії. 

## Опис
Назва Паша-Тепе перекладається з кримськотатарської, як вершина паші (paşa- паша, високий титул в Османській імперії, töpe- вершина) .
Під Лисою горою, біля русла річки що тут колись протікала, археологами виявлена своєрідна майстерня з виготовлення знарядь праці, яка існувала тут у перехідний від палеоліту до неоліту час. Тут первісні ремісники виготовляли наконечники дротиків, стріл, різці.
У 1904 році феодосієць Йосип Біанки в своєму саду біля підніжжя Паша-Тепе під час копання колодязя виявив джерело цілющої мінеральної води. Дослідження показали, що виявлена вода близька за складом до кавказьких «Єсентуків» № 20 і австрійського «Оберзальцбрунну». Йосип Біанки назвав воду «Паша-Тепе». У 1916 році вода була удостоєна на Міжнародній виставці Золотої медалі.
До революції на Феодосійській набережній, поряд з купальнями, знаходився витончений павільйон «Паша-Тепе», де можна було попити цілющої води. Під час громадянської війни в Росії свердловина була занедбана. Через багато років її очистили і почали експлуатувати, і тоді мінеральна вода отримала нову назву — «Феодосійська».
У шістдесятих роках минулого століття на вершині Паша-Тепе була побудована телевежа. Тоді ж схили гори були засаджені кримською сосною. По схилах гори проходив один з найскладніших спусків мотокросу в Радянському Союзі, а зараз — кілька непростих даунхіл-трас, побудованих місцевими велосипедистами.